# Chwastnica (województwo dolnośląskie)
Chwastnica – wieś w Polsce położona w województwie dolnośląskim, w powiecie oławskim, w gminie Domaniów.

## Podział terytorialny
W latach 1975–1998 miejscowość administracyjnie należała do województwa wrocławskiego.

## Demografia
Według Narodowego Spisu Powszechnego (III 2011 r.) liczyła 46 mieszkańców. Jest najmniejszą miejscowością gminy Domaniów.